# Ilha dos Franceses
A Ilha dos Franceses está localizada a quatro quilômetros da Praia de Itaipava, no município de Itapemirim, no estado do Espírito Santo, no Brasil.
Possui uma área de aproximadamente 2 000 metros quadrados. Em seu ponto mais elevado, foi erguido em 1730 um farol com 12 metros de altura, que encontra-se em funcionamento. Possui apenas uma pequena praia; os outros pontos da ilha são penhascos que chegam a medir oito metros de altura.[carece de fontes?]
Foi esconderijo dos franceses durante a invasão do atual estado do Espírito Santo. Marcas de balas de canhões e objetos de porcelana em pedaços provam o fato. Os franceses construíram um poço, de onde tiravam água potável no meio da mata[carece de fontes?]